# Comité régional d'action viticole
Pour les articles homonymes, voir CAV.
Le Comité régional/révolutionnaire d'action viticole (CRAV) ou Comité d'action viticole (CAV) est un groupe radical occitan de producteurs de vin. Il a revendiqué un certain nombre d'actions terroristes liées à la production viticole.
Il mène régulièrement des vagues d'attentats lors de périodes de fortes tensions autour de la question de la viticulture.
« Entre le début des années 1960 et le début des années 1980, le Crav signe régulièrement des attentats à l'explosif contre des bâtiments publics, des entreprises de négoce ou des grandes surfaces. »
Le CRAV a mené plusieurs actions contre des vins étrangers (notamment importés d'Italie ou d'Espagne) que le CRAV considère comme des menaces.

## Quelques actions du CRAV
La liste suivante n'est pas exhaustive et ne contient que de grosses actions du CRAV.
- 4 mars 1976 : lors d'une manifestation pour bloquer la route et le train, une fusillade éclate entre deux compagnies de CRS (corps de police en France) et plusieurs centaines de viticulteurs, faisant deux morts (un commandant de CRS et un viticulteur, Émile Pouytès) à Montredon (Aude)[3],[4].
- 6 décembre 1998 : attentat à Narbonne ; une salle de l'hôtel des impôts de Narbonne (Aude) a été détruite à l'explosif dans la nuit du vendredi au samedi, sans faire de blessé ; la mention CRAV : gel a été inscrite sur un mur, en référence au gel qui a touché le vignoble audois, le 14 avril, après lequel les viticulteurs ont réclamé une aide de 145 millions de francs[réf. nécessaire].
- 20 mars 1999 : actions contre une radio[5], un pipeline de gaz[6] et une canalisation d'eau[7] dans l'Hérault.
- 23 février 2002 : action revendiquée par le CRAV à Cazedarnes dans l'Hérault contre un poste électrique ; les dégâts sont de l'ordre de 150 000 € ; une inscription est relevée sur place CrAV Vivra[réf. nécessaire].
- 27 février 2002 : attentat revendiquée par le CRAV en Occitanie ; deux charges explosives ont endommagé une armoire qui commande quatre passages à niveau et la signalisation de la ligne Tarascon-Carcassonne, empruntée par le TGV Paris-Perpignan ; le trafic est coupé pendant deux heures ; la SNCF a dénoncé un « acte de malveillance d'une particulière gravité » qui aurait pu avoir « des conséquences extrêmement graves » ; les viticulteurs de Languedoc-Roussillon, exaspérés par la crise de la profession, ont voulu protester contre la condamnation d'un des leurs, à la suite de sa participation au saccage de la direction régionale de la répression des fraudes[réf. nécessaire].
- 26 mars 2005 : des actes de vandalisme, revendiqués auprès de l'AFP par le Comité d'action viticole, ont été commis, tôt le samedi matin, causant d'importants dégâts matériels dans plusieurs supermarchés du Languedoc-Roussillon, pour protester contre la politique de baisse des prix dans la grande distribution, selon des sources policières ; plusieurs individus, le visage encagoulé, selon des témoins, ont incendié plusieurs centaines de chariots et détruit les abris en verre où ils étaient stationnés devant les centres Leclerc de Béziers (Hérault), de Nîmes et des Angles (Gard), avant l'heure d'ouverture des magasins[réf. nécessaire].
- 1er avril 2005 : actions contre des directions de l'agriculture du Languedoc-Roussillon ; des actions, signés par le Comité régional d'action viticole, ont visé dans la nuit du jeudi 31 mars au vendredi 1er avril, la direction régionale de l'agriculture à Montpellier, ainsi que les antennes départementales de Nîmes (Gard) et Carcassonne (Aude)[réf. nécessaire].
- 20 avril 2007 : Deux transformateurs électriques à Nîmes et Narbonne sont la cible d'explosions[8].
- 15, 16 et 28 mai 2008 : la Mutualité sociale agricole de Narbonne et Trésor public à Alzonne vandalisés à coup de masse[réf. nécessaire].
- 23 mai 2008 : Attentat à la bombe contre les bureaux de perception du Trésor Public à Murviel-lès-Béziers[réf. nécessaire].
- 5 juin 2008 : un pylône électrique de la zone industrielle de Plaisance à Narbonne abritant notamment plusieurs relais de téléphonie mobile est la cible d'une explosion signée par le CRAV. « Cette action intervient au lendemain de deux manifestations ayant regroupé près de 6 000 personnes à Nîmes et surtout à Carcassonne pour réclamer des aides gouvernementales à la viticulture. »[9]
- 12 juin 2008 : Deux radars fixes à Peyriac-de-Mer et entre les communes de Narbonne et Gruissan) sont entièrement détruits par les flammes. Sur la chaussée sont retrouvés les sigles "CRAV"[réf. nécessaire].
- 24 juin 2008 : Incendie d'un radar automatique sur l'autoroute A9 entre Montpellier et Narbonne, près de Vinassan[10].
- 10 mai 2009 : Incendies de panneaux publicitaires, palettes de bois, rideaux de fer à Clermont-l'Hérault, Maureilhan et Villeveyrac[11].
- 5 novembre 2009 : série d'actions du CRAV, attentat contre une usine d'embouteillage à Servian, tentative d'attentat contre un même type d'usine à Mèze, action à Carcassonne ou deux vitres d'un Leader Price ont été brisées et plusieurs pneus incendiés, à Coursan et Saint-Marcel-sur-Aude plusieurs Intermarché ont aussi subi des dégâts mineurs[12].
- 18 novembre 2009 : attentat contre une usine d'embouteillage de vins à Maureilhan[13].
- 21 novembre 2009 : alerte à la bombe dans trois hypermarchés à Carcassonne, Lézignan et Narbonne[14].
- 26 novembre 2009 : deux radars sont incendiés sur la route départementale reliant Gruissan à Narbonne, le même jour se tenait une manifestation de viticulteurs à Montpellier[15].
- 16 décembre 2009 : 2 700 hectolitres de vin d'une société de négoce sont vidés à Piolenc[16].
- 22 juillet 2010 : les vitres de la Mutualité sociale agricole Grand Sud ont été, dans la ville de Narbonne détruites par un commando se réclamant du CAV. En mai 2008 la MSA avait déjà été la cible du même type d'action[17].
- 17 juillet 2013 : un attentat à la bombe signé du CAV endommage les locaux du parti socialiste à Carcassonne ainsi que l'école situé en face. Des inscriptions visant le ministre de l'Agriculture Stéphane Le Foll sont retrouvés sur les murs du local[18].

- Le 16 mars 2014, deux centraux téléphoniques sont incendiés à Bessières et Villemur-sur-Tarn privant environ 8000 foyers de téléphone et d'internet et dégradant fortement les connexions de téléphonie mobile. Des inscriptions retrouvées sur place font penser à une action du CRAV[19]. Ces dégradations ont en fait été provoquées par des cambrioleurs du Crédit Agricole de Bessières, permettant notamment de désactiver les systèmes de sécurité de la banque[20],[21].

- Le 20 juillet 2016, le bâtiment de Vinadeis (négociant en vins), site du groupe Sudvin, est incendié. Une inscription du Crav est retrouvée sur place[22].

- Le 25 mars 2017, la porte d'entrée des bureaux de Vergnes et Passerieux, l'un des plus grands courtiers en vins en France, a été enfoncée et les auteurs ont incendié les locaux. Sur les murs extérieurs sont retrouvés des tags faisant référence au CRAV[23].

- En mai 2017, cinq hommes sont arrêtés alors qu'ils tentent de mener une action clandestine au nom du Comité régional d'action viticole. Dans leurs véhicules sont alors découverts cinq haches, trois masses, 60 litres de gazole, un chalumeau, une grosse bombe lacrymogène et des cocktails Molotov[24].
- Le 13 juin 2017, un commando d'une dizaine de personnes armées de masses se sont introduites un soir chez un négociant en vins de Teyran et ont déversé 200 000 litres de vin avant de laisser des tags du Comité d'action viticole (CAV). Dix-sept cuves ont été vidées[25].
- Dans la nuit du 18 janvier 2024 au 19, une explosion ravage les locaux de la DREAL de Carcassonne, le comité revendique l'attentat[26],[27].